# Claude Roy (költő)
Claude Roy (Párizs, 1915. augusztus 28. – Párizs, 1997. december 13.) francia költő, esszéíró, újságíró.

## Díjai
- 1969: Valery Larbaud-díj (Le verbe Aimer et autres essais című művéért)
- 1985: Költészeti Goncourt-díj

## Munkái
- Le verbe Aimer et autres essais (1969)
- Moi je (1969)
- Nous (1972)
- Enfantasques (1974)
- Somme toute (1976)

## Magyarul
- Klasszikusok társaságában; ford., bev., jegyz. Bajomi Lázár Endre; Európa, Bp., 1958
- Az éj a szegények takarója; ford. Bartócz Ágnes; inː A bál. Francia kisregények; Európa, Bp., 1965
- Napfény a földön. Regény; ford. Kamocsay Ildikó, utószó Szabó Ede; Európa, Bp., 1973 (Modern könyvtár)
- A művészet szerelme. Esszék; ford. Farkas Márta et al., utószó Németh Lajos; Gondolat, Bp., 1974

## Fordítás
- Ez a szócikk részben vagy egészben  a   Claude Roy (poet) című angol Wikipédia-szócikk fordításán alapul.  Az eredeti cikk szerkesztőit annak laptörténete sorolja fel. Ez a jelzés csupán a megfogalmazás eredetét és a szerzői jogokat jelzi, nem szolgál a cikkben szereplő információk forrásmegjelöléseként.